# Прапор Кам'янки
Пра́пор Ка́м'янки затверджений 7 квітня 2011 року рішенням сьомої сесії п'ятого скликання Більмацької селищної ради.

## Опис
Прапор територіальної громади та смт має форму прямокутника зі співвідношенням сторін 2:3, розділеного на три горизонтальні смуги: верхня і нижня однакові по ширині — верхня — жовтого, а нижня — зеленого кольору, середня — синього кольору, співвідношення ширини зеленої та жовтої смуг до синьої становить 1:4. Всередині прапора на блакитній смузі розмішений один з основних елементів герба: орел з гадюкою. Висота орла становить 2/5 висоти прапора, а ширина 2/9.
Символіка прапора пов'язана з гербом селища та державним прапором і має кольори герба Кам'янки та кольори державного прапора.